# Hedley
Hedley é uma banda de pop-rock canadense formada em 2003, originário de Abbotsford, Colúmbia Britânica. Eles foram nomeados após a comunidade não incorporada de Hedley, Colúmbia Britânica, um nome escolhido depois que os membros ouviram que estava à venda por US $ 346.000.
Hedley é conhecida por seus singles "Never Too Late", "Cha-Ching" (realizado na cerimônia de encerramento dos Jogos Olímpicos de Inverno de Vancouver 2010), "Invincible", "Kiss You Inside Out" e "Wild Life" , e para o trabalho filantrópico dos membros da banda como embaixadores da caridade Free The Children.
O grupo é composto por Jacob Hoggard (vocal, piano e guitarra), Dave Rosin (Guitarra), Jay Beni (bateria) e Tommy Mac (baixo).

## História

### 2003-2005: line-up original e Canadian Idol
Hedley originalmente era composto por Jacob Hoggard, Kevin Giesbrecht, Kevin Heeres, Ryan Federau e Brandon McKay. A banda escreveu muitas músicas, como 'Gunnin' e 'Brave New World' (mais tarde gravadas pelo Hedley atual). A banda original apostou Jacob Hoggard $150 que ele não faria passado audições para Canadian Idol. Hoggard mostrou-se errado, chegando aos três primeiros antes de ser eliminado da competição. No entanto, pouco depois, os membros decidiram seguir seus caminhos separados, mas a banda se reformou pouco depois, com Hoggard como o único membro original.
Em 2005, Jacob formou a banda com o guitarrista Dave Rosin, o baixista Tommy Mac e o baterista Chris Crippin.

## 2005–2008: Hedley and Famous Last Words
Seu single de estréia "On My Own" alcançou 1° lugar no Canadian Singles Chart e  "Trip" subsequente atingiu a 11° posição. Os singles "On My Own", "321", "Trip" e "Gunnin" superaram a contagem regressiva MuchMusic. Seu último single, "Street Fight", fora de seu álbum de estréia auto-intitulado foi bem sucedido tanto na Countdown MuchMusic quanto no Canadian Singles Chart. Seu primeiro single de seu álbum Famous Last Words, "She's So Sorry", conseguiram muito sucesso na Countdown MuchMusic
Em 2005, a banda passou no primeiro turno pelo Canadá, com The Weekend e Faber (a banda atualmente conhecida como Faber Drive). Em seguida, realizou uma turnê canadense de 19 cidades com o Simple Plan  e, no início de 2006, encabeçando a turnê da Get Some Tour em Canadá com MXPX e Faber.
No verão de 2006, eles assinaram um contrato de gravação para os Estados Unidos com a Capitol Records. Na época, uma divisão da EMI, concorrente do Universal Music Group, antes de ser vendida na dobra da EMI em 2012 para a Universal. Ao assinar o álbum auto-intitulado de Hedley foi lançado com uma nova capa nos EUA em 26 de setembro de 2006, um ano após sua liberação inicial no Canadá. Em junho de 2006, a banda fez turnês nos EUA, abrindo para o colecionista Capitol Records, Yellowcard, com Matchbox Romance. Posteriormente, Hedley foi lançado pela Capitol Records em 2007.
Hedley lançou seu segundo álbum, Famous Last Words, em 30 de outubro de 2007. Foi platinum dez dias após o lançamento. O primeiro single do CD, "She's So Sorry", foi lançado na rádio em 21 de agosto de 2007 . O vídeo foi filmado em Toronto, Ontário, e estreou em MuchMusic em 20 de setembro de 2007.
No final de 2007, a banda foi escolhida para abrir para Bon Jovi em seu Lost Highway Tour em suas paradas canadenses para 14 shows, o que forçou-os a adiar sua própria turnê até o início de 2008, aberto pelo State of Shock.
Famous Last Words foi lançado em 12 de maio de 2009 nos EUA com uma capa azul e um novo nome "Never Too Late". 5 músicas substituídas por 5 do primeiro álbum da banda. Dropped by Capitol Records em 2007, Never Too Late foi lançado pela Fontana Distribution, na época de propriedade da empresa-mãe da marca registrada da Hedley, Universal Music.

### 2009–2011:The Show Must GoandGo with the Show

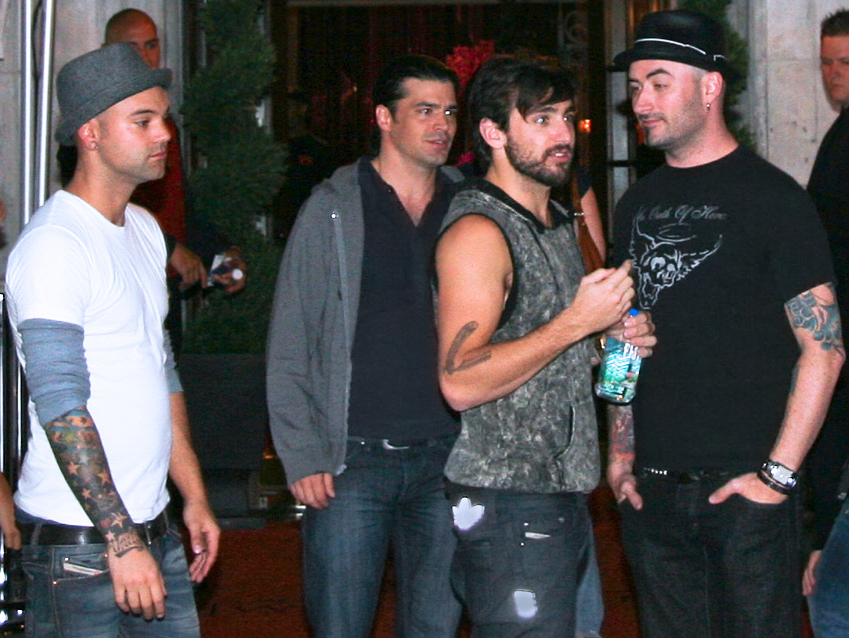

Em 17 de novembro de 2009, Hedley lançou seu terceiro álbum de estúdio The Show Must Go. O primeiro single "Cha-Ching" atingiu o pico no número 6 no Canadian Hot 100. O segundo single, 'Don't Talk To Strangers' atingiu o número 11 no Canadian Hot 100 e no número 1 da Much Music Contagem regressiva. O terceiro single "Perfect" alcançou o número sete no Canadian Hot 100, e também atingiu o número um na Countdown Much Music. O quarto single do álbum foi "Hands Up".
A banda foi no The Show Must Go ... no Road Tour em 38 cidades no Canadá em apoio ao novo álbum The Show Must Go. Em 16 de novembro de 2009, o Chart Attack informou: "Fefe Dobson e Stereos estarão juntos durante toda a jornada, enquanto Faber Drive e Boys Like Girls apoiarão em datas selecionadas".  Um álbum ao vivo e um documentário intitulado Go With the Show Foi gravado durante esta turnê. Lançado em CD / DVD em 9 de novembro de 2010.
Em 2010, a banda assinou um contrato de registro americano com a Island Records, pertencente à mesma mega-etiqueta, Universal Music Group, como o rótulo canadense da Hedley. O álbum foi originalmente lançado nos EUA em 12 de outubro, mas em vez disso foi lançado em 7 de dezembro de 2010, contendo as faixas extras "I Do (Wanna Love You)" (um re-arranjo da música "For the Nights I Can't Remember") e" Color Outside The Lines".  A banda também percorreu os EUA para promover o álbum.
A banda interpretou Cha-Ching em um segmento com outros artistas destacando a música canadense na cerimônia de encerramento dos Jogos Olímpicos de Inverno de Vancouver 2010.  A música foi posteriormente incluída na trilha sonora das cerimônias de encerramento Sounds of Vancouver 2010: Closing Ceremony Commemorative Album.

### 2011-2013: Storms
Em 5 de maio de 2011, Hedley confirmou que estavam de volta ao estúdio gravando um novo álbum. O primeiro single oficial do álbum, intitulado "Invincible", foi lançado no iTunes (Canadá) em 23 de agosto de 2011. Um videoclipe para a música foi lançado em 6 de setembro de 2011.
O quarto álbum de estúdio da banda, Storms, foi lançado em 8 de novembro de 2011. Este álbum é composto por 12 faixas (17 na edição deluxe). Um videoclip foi lançado para o segundo single do álbum "One Life" em 14 de dezembro de 2011.
O álbum vê o grupo experimentando elementos de música pop e rock para criar sua paisagem sonora mais musicalmente diversa, assim como a que tem a maioria dos overtones pops abertos. Debutando no número dois no Álbum de Álbuns canadense (afiado apenas pelo Michael Bublé's Christmas), também é o álbum mais bem sucedido da Hedley até agora. O álbum estreou no número dois na Canadian Albums Chart, vendendo 23 mil cópias. Esta foi a maior estréia da semana, atrás do álbum Michael Bublé's Christmas. Este álbum marca o maior índice de álbuns da banda. Em 23 de novembro de 2011, o álbum foi certificado de ouro pela Music Canada. Hedley ganhou o Prêmio Juno do Melhor Álbum Pop nos prêmios de 2012. O álbum produziu dois top-20 singles, "Invincible" (com o rapper P. Reign no single) e "One Life". O álbum incluiu a faixa "Beautiful" que foi lançada pela primeira vez no álbum ao vivo da Hedley, Go With the Show, em 2010.
Após o sucesso de Storms, Hedley lançou um novo single chamado "Kiss You Inside Out" em 18 de maio de 2012, incluído no lançamento de Storms em 5 de junho de 2012. Uma versão francesa de Kiss You Inside Out com vocais adicionais por Andrée-Anne Leclerc também foi disponibilizada no iTunes. Kiss You Inside Out foi cumprido com aclamação da crítica e compensou a banda o seu maior pico de gráfico até o momento.
Para promover Storms, a banda entrou na turnê da cidade de Shipwreck de 31 anos no início de 2012.

### 2013-2015: Wild Life
Em 27 de agosto de 2013, "Anything", o primeiro single lançado. Seguido pelo vídeoclipe 10 de setembro de 2013. O álbum, intitulado 'Wild Life', lançado em 11 de novembro de 2013 no Canadá. Composto por 11 faixas (15 na versão deluxe).
Hedley entrou no final de 2013  novamente com o Capitol Records, agora de propriedade do Universal Music Group, o mesmo proprietário de mega-etiqueta que o seu rótulo canadense. O álbum foi lançado pela Capitol Records nos EUA em 20 de maio de 2014. O segundo single do álbum "Crazy For You", lançado em 22 de outubro de 2013 e lançado em 14 de fevereiro de 2014. O álbum da banda, 'Wild Life', foi lançado nos EUA em 19 de maio de 2014.
Hedley encabeçou o 101st Grey Cup Halftime show no Mosaic Stadium em Taylor Field, em Regina, Saskatchewan, em 24 de novembro de 2013. Realizando uma compilação de 13 minutos de 'Hands Up', 'Anything', 'Invincible' e 'Cha-Ching'.
Hedley fez uma turnê nacional canadense, Wild Live Tour, para promover o álbum, em fevereiro a abril de 2014, jogando 37 cidades e terminando na cidade natal, Abbotsford, Colúmbia Britânica. Bem como The Studio no Webster Hall em Nova York em 14 de janeiro e Los Angeles no The Sayers Club em 16 de janeiro.
Hello (2015)
No dia 8 de setembro, Hedley lançou "Lost in Translation" como o principal single do álbum 'Hello'. O sexto álbum foi lançado pela Universal Music Canada em 6 de novembro de 2015.
Hedley foi nomeado para o Grupo do Ano para os Prêmios Juno de 2016, mas perdeu para Walk Off The Earth. Em 3 de julho de 2016, eles foram os headliners do show da Queen's Plate, realizado no Woodbine Racetrack (em Toronto), que também contou com The Strumbellas & The Mathew Good Band.

### 2017- Presente: Partida de Chris Crippin & Cageless
Em 31 de março de 2017, Hedley anunciou na página do Facebook que seu baterista, Chris Crippin, havia deixado a banda após 11 anos.
Em 21 de julho de 2017, Hedley anunciou seu novo álbum Cageless será lançado 29 de setembro

## Discografia

### Álbuns de estúdio
- Hedley (2005)
- Famous Last Words (2007)
- The Show Must Go(2009)
- Storms (2011)
- Wild Life (2013)
- Hello (2015)
- Cageless (2017)

### Live álbuns
- Go With the Show (2010)

## Tours
- Hedley (2005)
- On the Road (2006)
- The Show Must Go (2009-2010)
- Shipwrecked Tour (2012)
- Wild Live (2014-2015)
- Hello World Tour (2016)

### Ato de abertura
- No Pads, No Helmets, Just Balls (2005) (Simple Plan)
- Lost Highway Tour (2007) (Bon Jovi)
- All the Right Reasons Tour (2007) (Nickelback)

## Awards

### Nomeações
- Nomeado para Álbum de Rock do Ano ( self-titled CD, Nickelback's All The Right Reasons ganhou), e Novo Grupo do Ano (venceu por Bedouin Soundclash) no Juno Awards 2006. Eles fecharam o show com seu single "On My Own".
- Nomeado para o Grupo Canadense Favorito (Billy Talent ganhou), e foram nomeados para o Melhor Vídeo Pop e Melhor Pós-Produção (ganhou por Sam Roberts) por seu video para "Gunnin" no MuchMusic Video Awards em 17 de junho de 2007. Eles ganharam o Melhor Vídeo Pop...
- Nomeado para quatro Juno Awards 2007. Sua única vitória foi para o produtor Brian Howes (para "Trip", do álbum Hedley). Eles também foram nomeados para o Prêmio Juno 2008 do Grupo do Ano, mas perderam o Blue Rodeo.
- Nomeado para dois Prêmios Juno 2010: Álbum Pop do Ano (perderam para Michael Bublé com o álbum Crazy Love) e Grupo do Ano (perderam por Metric)
- Nomeado para 6 prêmios nas MMVAs de 2010: Vídeo do Ano (ganhou com 'Perfect'), Pós Produção do Ano (ganhou com 'Perfect'), Cinematografia do Ano (perderam para Trey Songz e Drake's Successful), Diretor do Ano (perderam para Billy Talent's Saint Veronika), Vídeo Pop do Ano (ganhou com 'Cha-Ching') e Ur Fave video (perdeu para Justin Bieber e Ludacris's Baby).
- Nomeado para 5 prêmios no MMVA de 2012, incluindo: Vídeo do Ano e Vídeo de Ur Fave do Ano (perdeu para Carly Rae Jepsen's Call Me Maybe), Vídeo Pop do Ano e Vídeo Cinematográfico do Ano (perdeu para Marianas Trench's Haven't Had Enough), para Invincible ft. P.Reign) e Ur Fave Artist do ano (perdeu para Justin Bieber).
- Nomeado para as seguintes categorias para o 2013 Juno Awards: Fan Choice Award, Álbum do Ano (para 'Storms') e single do ano (para "Kiss You Inside Out")

### Ganhos
- Das seis indicações, o grupo obteve o Prêmio Much Music Video Awards 2008 (MMVA), o grupo ganhou quatro prêmios: Melhor Vídeo - para "For the Nights I Can't Remember", Melhor Cinematografia - para "For the Nights I Can't Remember" (que derrotou Outro esforço de Hedley, She's So Sorry), Melhor Diretor - para "For the Nights I Can't Remember", MuchLOUD Melhor Vídeo Rock - ''She's So Sorry.''
- Ganhou 3 prêmios, tudo para a música "For the Nights I Can not Remember": Fans Choice Award, Canção do Ano e o Chart Topper Award.
- Ganhou um Prêmio Juno na cerimônia de 2011 do Vídeo do Ano.
- Ganhou um Prêmio Juno na cerimônia de 2012 do Álbum Pop do Ano, vencendo lançamentos criticamente aclamados por Avril Lavigne e Lights.

## Influências
Após uma entrevista, Jacob confessou ser influenciado pela banda Jimmy Eat World e Steven Tyler. Ele disse: "Tommy veio do fundo do metal e entrei com Jimmy Eat World e Steven Tyler como sendo minhas maiores influências, e de alguma forma se juntou incrivelmente".

## Filantropia
Desde 2009, os membros da Hedley atuaram como embaixadores da Free The Children, uma instituição de caridade internacional e parceira educacional. Hedley também se ofereceu em duas das comunidades internacionais da Free The Children, primeiro na Maasai Mara, no Quênia, em 2010 e mais tarde em Rajasthan, na Índia, durante o verão de 2011.

Depois de experimentar os efeitos da pobreza de primeira mão, Hedley envolveu seus fãs, explicando que "enfrentamos a dura realidade de que muitas pessoas em comunidades empobrecidas são obrigadas a viver sem os direitos que damos por certo aqui como os cuidados de saúde. Nós voltamos para o Canadá,  e resolvemos tomar uma posição e arrecadar fundos para ajudar as famílias que conhecemos na região em geral ". Através de doações de fãs, a banda arrecadou  $12.000 para educação em saúde na Índia.